# Комащенко, Виталий Иванович
Комащенко, Виталий Иванович (род. 5 сентября 1941, Кривой Рог, Днепропетровская область) — советский и российский учёный-горняк, специалист в области взрывного и механического разрушения массивов горных пород. Доктор технических наук, профессор. Основатель научного направления по взрывному разрушению и перемещению горных пород из отвалов для повторного использования, лауреат Премии Правительства Российской Федерации, Премии имени академика А. А. Скочинского.

## Биография
Родился 5 сентября 1941 года в городе Кривой Рог.
После окончания школы в 1958 году начал работать подземным электрослесарем на шахте имени С. М. Кирова рудоуправления имени С. М. Кирова в городе Кривой Рог. В 1959 году поступил в Криворожский горнорудный институт, после окончания которого в 1964 году был направлен по распределению в город Джезказган, где работал горным мастером, начальником карьера, начальником отдела Северо-Джезказганского горно-металлургического комбината.
Вместе с производственной деятельностью начал активно заниматься научной работой, поступив в аспирантуру Московского горного института (сейчас — Горный институт НИТУ «МИСиС»). В 1970 году, после защиты кандидатской диссертации, перешёл на кафедру РПВ, где работал до 1975 года младшим научным сотрудником, затем — старшим научным сотрудником, начальником сектора, доцентом кафедры «Открытые горные работы».
В 1975 году В. И. Комащенко был направлен на работу в Министерство высшего и среднего специального образования СССР ведущим специалистом Учебно-методического управления по высшему образованию. В 1979 году В. И. Комащенко пришёл работать в МГРИ доцентом. В 1985 году защитил докторскую диссертацию и в 1986 году получил звание профессора по кафедре горного дела. С 1988 года — проректор по учебной работе Московского государственного геологоразведочного университета и заместитель председателя УМО по высшему геологическому образованию.
С 2011 года Комащенко В. И. работает главным научным сотрудником в Российском государственном университете нефти и газа имени И. М. Губкина.

## Научная и педагогическая деятельность
В. И. Комащенко — специалист в области взрывного и механического разрушения массивов горных пород при разработке месторождений открытым способом, основатель научного направления по взрывному разрушению и перемещению горных пород из отвалов для повторного использования. Разработал научные основы по совершенствованию технологии открытых горных (взрывных) работ, снижающей негативное влияние на окружающую среду.
Автор более 190 печатных работ: 60 авторских свидетельств на изобретения, 7 монографий, 29 учебников и учебных пособий, в том числе на немецком, английском и китайском языках. Под его руководством было подготовлено 15 аспирантов. Участвовал в работе 35 международных конгрессов и симпозиумов.

## Награды
Комащенко В. И. награждён почётным знаком «Шахтёрская слава» III степени, знаком «Почётный работник высшего профессионального образования Российской Федерации», является заслуженным работником высшей школы Российской Федерации, лауреатом Премии Правительства РФ в области науки и техники и Премии академика А. А. Скочинского.
Он является почётным гражданином Фрайбергской горной академии и почётным доктором ФГА ТУ (Германия), почётным профессором Китайского геологического университета (Ухань), почётным горняком Саксонии (Германия).